# Torkel Styrbjörnsson
Torkel Styrbjörnsson, auch Thorgils Sprakalägg oder Thorgils Sprakling genannt, ein Sohn eines legendären Björn. Er ist der gesicherte Stammvater der (nach seiner Schwiegertochter benannten) Estridsson-Dynastie der Könige von Dänemark, die das Land von 1047 bis 1412 regierte.
Seine Kinder waren:
- Ulf Jarl († 1026), Jarl von Dänemark; ⚭ Estrid Svendsdatter, Tochter von Sven Gabelbart und Schwester von Knut dem Großen
- Gytha Thorkelsdóttir; ⚭ Godwin von Wessex († 1053) – die Eltern u. a. von Harald II. von England
- Eilaf Jarl (wurde zuerst im Jahr 1009 erwähnt)

| Personendaten    | Personendaten                                                |
| ---------------- | ------------------------------------------------------------ |
| NAME             | Styrbjörnsson, Torkel                                        |
| ALTERNATIVNAMEN  | Björnsson, Torkel; Sprakalägg, Thorgils; Sprakling, Thorgils |
| KURZBESCHREIBUNG | Stammvater dänischer Könige                                  |
| GEBURTSDATUM     | 10. Jahrhundert                                              |
| STERBEDATUM      | 11. Jahrhundert                                              |